# Charles Williams (Boxer)
„Prince“ Charles Williams (* 2. Juni 1962 in Mansfield (Ohio)) ist ein ehemaliger US-amerikanischer Profiboxer.

## Laufbahn
Er wurde 1978 Profi im Halbschwergewicht und verlor gleich seinen ersten Kampf. Zwei weitere Kämpfe endeten nur mit Unentschieden, dann ging er 1981 gegen Jeff Lampkin und 1983 gegen Reggie Gross gar KO.
1984 unterlag er dem in den USA sehr bekannten Rechtsausleger und Ex-Champ Marvin Johnson nach Punkten. Doch Johnsons Promoter Russell Peltz war von seinem Kampfgeist beeindruckt und besorgte ihm mit Marty Feldman einen neuen Trainer; unter diesem kämpfte er sich langsam nach oben und 1985 gelang die Revanche gegen Lampkin.
1987 erhielt er die Chance, gegen Bobby Czyz um den IBF-Titel zu boxen und siegte, nachdem er zweimal am Boden gewesen war, durch technischen KO in der neunten Runde. Bis 1993 verteidigte er den Titel acht Mal, aber außer einem Rückkampf mit Czyz waren es überwiegend namenlose Gegner. Er  litt auch unter Verletzungsproblemen an den Händen.
Am 20. März 1993 verlor er in Düsseldorf gegen den ungeschlagenen Henry Maske seinen Titel einstimmig nach Punkten. Anschließend besiegte er Booker Word durch KO und konnte auch den ungeschlagenen Ernest Mateen vorzeitig schlagen. Am 29. Juli 1994 boxte er bei einem Ausflug in das Supermittelgewicht gegen den damals ungeschlagenen IBF-Weltmeister James Toney, die anerkannte Nummer eins der Klasse. Nach ausgeglichenem Kampf ging er in der letzten Runde schwer KO.
1995 bestritt er, zurück im Halbschwergewicht, zwei Kämpfe gegen den Dominikaner Merqui Sosa. Ein erster Kampf war so brutal, dass er als einziger Kampf der amerikanischen Geschichte abgebrochen wurde, weil der Ringrichter um die Gesundheit beider Boxer fürchtete. Das offizielle Urteil war ein technisches Unentschieden. Den Rückkampf gewann Sosa durch KO in der zehnten Runde. Williams bestritt 1996 noch einen weiteren Kampf und beendete dann seine Karriere.